# 1695 в Україні

## Події
- Азовські походи (1695—1696)
- Галицький похід татарсько-ногайського війська 1695
- Битва під Львовом (1695)

## Особи

### Народились
- 20 червня Турчиновський Ілля Михайлович (1695 — ?) — письменник першої половини XVIII століття, священик.
- Армашенко (Наркіс) (1695—1741) — викладач риторики, проповідник, ієромонах Києво-Печерської Лаври.
- Ковнір Степан Дем'янович (1695—1786) — український архітектор 18 століття, майстер українського бароко.

### Померли
- Леонтій Полуботок (до 1635—1689) — генеральний осавул і бунчужний Війська Запорозького Городового, полковник Переяславського полку і наказний полковник Чернігівського полку.
- Саадет III Ґерай (1645—1695) — кримський хан у 1691 році.
- Степан Лозинський (1653—1695) — український політичний та військовий діяч, гетьман так званої Ханської України у 1685—1695 роках.
- Данило Ханенко (? — 1695) — наказний лубенський полковник.
- Атанасій (Шумлянський) (? — 1695) — єпископ Луцький і Острозький (1687—1695).

## Засновані, зведені
- Троїцький собор (Чернігів)
- Бараниківка (Біловодський район)
- Бігунь
- Буцьківка
- Волохівка
- Зелеківка
- Макіївка (Носівський район)
- Мала П'ятигірка
- Матвіївка (Богодухівський район)
- Новий Бурлук
- Піщане (Вовчанський район)
- Привілля
- Розтоки (Косівський район)
- Стрілеча
- Суходіл (Станично-Луганський район)
- Тернова (Чугуївський район)
- Халимонове
- Хотімля (Україна)

## Зникли, скасовані
- зруйнована Церква Богоявлення Господнього (Львів)